# Arteria etmoidal posterior
La arteria etmoidal posterior es una arteria de la cabeza que se origina en la arteria oftálmica. No presenta ramas. Es más pequeña que la arteria etmoidal anterior.

## Trayecto
Una vez que nace de la arteria oftálmica, discurre entre el borde superior del músculo recto medial y el músculo oblicuo superior para entrar por el foramen etmoidal posterior. Sale del conducto etmoidal hacia la fosa nasal para irrigar las celdillas etmoidales posteriores y el tabique nasal; aquí se anastomosa con la arteria esfenopalatina.
Generalmente existe una rama meníngea hacia la duramadre mientras esta se encuentra aún contenida en el cráneo.

## Distribución
Irriga las celdillas etmoidales posteriores, la duramadre de la fosa craneal anterior y la porción superior de la membrana mucosa del tabique nasal.